# Rizomylos
Rizomylo  este un oraș în Grecia în prefectura Ahaia.